# Slavische Geschichtsschreiber
Slavische Geschichtsschreiber ist eine deutschsprachige slawistische Buchreihe mit Werken slawischer Geschichtsschreiber. Sie erschien in Graz u. a. bei Styria in den Jahren von 1958 bis 1988 und wurde von dem Osteuropahistoriker Günther Stökl (1916–1998) herausgegeben. Verschiedene weitere renommierte Fachgelehrte haben an ihr mitgewirkt. Insgesamt erschienen 11 Bände. Die folgende Übersicht erhebt keinen Anspruch auf Aktualität oder Vollständigkeit.

## Übersicht
- 1 Zwischen Rom und Byzanz. Leben und Wirken der Slavenapostel Kyrillos und Methodios nach den Pannonischen Legenden und der Klemensvita. Bericht von der Taufe Rußlands nach der Laurentiuschronik. Übersetzt, eingeleitet und erklärt von Josef Bujnoch, 1958, 2. Auflage 1972
- 2 Serbisches Mittelalter. Altserbische Herrscherbiographien. Band 1: Stefan Nemanja nach den Viten des hl. Sava und Stefans des Erstgekrönten übersetzt, eingeleitet und erklärt von Stanislaus Hafner, 1962
- 3 Hus in Konstanz. Der Bericht des Peter von Mladoniowitz. Übersetzt, eingeleitet und erklärt von Josef Bujnoch, 1963
- 4 Der Aufstieg Moskaus. Auszüge aus einer russischen Chronik. Teil I: Bis zum Beginn des 15. Jahrhunderts. 1966
- 5 Der Aufstieg Moskaus. Auszüge aus einer russischen Chronik. Teil II. Vorn Beginn des 15. bis zum Beginn des 16. Jahrhunderts. Übersetzt, eingeleitet und erklärt von Peter Nitsche, 1967.
- 6 Die goldene Freiheit der Polen. Aus den Denkwürdigkeiten Sr. Wohlgeboren des Herrn Jan Chryzostom Pasek (17. Jahrhundert). Ausgewählt, übersetzt und erläutert von Günther Wytrzens, 1967.
- 7 Historie vom Zartum Kasan (Kasaner Chronist). Übersetzt, eingeleitet und erklärt von Frank Kämpfer, 1969.
- 8 Memoiren eines Janitscharen oder türkische Chronik. Eingeleitet und übersetzt von Renate Lachmann. Kommentiert von Claus-Peter Haase, Renate Lachmann, Günter Prinzing. 1975[2]
- 9 Serbisches Mittelalter. Altserbische Herrscherbiographien Band 2: Danilo II. und sein Schüler: Die Königsbiographien übersetzt, eingeleitet und erklärt von Stanislaus Hafner. Graz, Styria Verlag, 1976, ISBN 978-3-222-10553-1
- 10 Polens Anfänge. Gallus Anonymus: Chronik und Taten der Herzöge und Fürsten von Polen. Übersetzt, eingeleitet und erklärt von Josef Bujnoch. Styria Verlag, 1978, ISBN 978-3-222-10554-8
- 11 Die Hussiten – Die Chronik des Laurentius von Březová 1414–1421. Bujnoch, Josef und Laurentius von Brezova. Graz, Styria Premium, 1988, ISBN 978-3-222-11813-5